# Juan Domingo de la Cruz Fermanelli
Juan Domingo de la Cruz Fermanelli (Pasteur, Buenos Aires. 6 de febrer de 1954) és un exjugador de bàsquet argenti, nacionalitzat espanyol, guanyador d'una medalla olímpica. Actualment és director esportiu del Bàsquet Mallorca. Així mateix exerceix de comentarista esportiu a LaSexta.

## Carrera esportiva

### A nivell de clubs
| Anys      | Club                   | Lliga                      |
| --------- | ---------------------- | -------------------------- |
| ?-1975    | San Lorenzo de Almagro | Lliga argentina de bàsquet |
| 1991-1992 | Prohaci Mallorca       | Primera Divisió B          |
| 1994-1995 | Gráficas García Inca   | Segona Divisió             |
| 1995-1996 | Palma Basket Club      | Segona Divisió             |

Amb el FC Barcelona va aconseguir guanyar:
- 3 Lligues espanyoles/Lligues ACB: 1980-1981, 1982-1983 i 1986-1987
- 6 Copes del Rei: 1977-1978, 1978-1979, 1979-1980, 1980-1981, 1981-1982, 1982-1983 i 1986-1987
- 2 Recopes d'Europa: 1984-19855 i 1985-1986
- 1 Copa Korac: 1986-1987
- 1 Mundial de Clubs de bàsquet: 1984-1985

### Amb la selecció espanyola
Va participar, als 26 anys, en els Jocs Olímpics d'Estiu de 1980 realitzats a Moscou (Unió Soviètica), on aconseguí guanyar amb la selecció espanyola de bàsquet un diploma olímpic en finalitzar quart en la competició masculina. En els Jocs Olímpics d'Estiu de 1984 realitzats a Los Angeles (Estats Units) aconseguí guanyar la medalla de plata.
Al llarg de la seva carrera va aconseguir una medalla de plata al Campionat d'Europa de bàsquet masculí.